# Ahn Hyo-seop
Đây là một tên người Triều Tiên, họ là Ahn.
Ahn Hyo-seop (Hangul: 안효섭; sinh ngày 17 tháng 4 năm 1995), tên tiếng Anh là Paul Ahn, là một nam diễn viên và ca sĩ người Hàn Quốc (với quốc tịch Canada). Anh là diễn viên trực thuộc bởi công ty The Present. Anh ra mắt với tư cách là một diễn viên năm vào năm 2015 và đã gây ấn tượng mạnh mẽ với các vai diễn trong các bộ phim truyền hình Hàn Quốc Vẫn mãi tuổi 17 (2018), Viên đá bí ẩn (2019), Người thầy y đức 2 (2020), Hong Cheon Gi (2021), Hẹn hò chốn công sở (2022), Người thầy y đức 3 (2023), Thời gian gọi tên em (2023).

## Cuộc sống
Ahn Hyo-seop sinh ngày 17 tháng 4 năm 1995 ở Seoul, Hàn Quốc. Gia đình anh chuyển sang định cư tại Toronto, Canada khi anh 7 tuổi và sau đó anh quay trở lại Hàn Quốc một mình năm 17 tuổi để theo đuổi niềm đam mê nghệ thuật
Anh tốt nghiệp Đại học Quốc dân Hàn Quốc, chuyên ngành Kinh doanh quốc tế.
Bên cạnh tiếng Hàn, Ahn Hyo-seop còn có thể sử dụng tiếng Anh trôi chảy. Anh còn có năng khiếu piano, violin, bóng rổ, tennis và một số môn thể thao khác.

## Sự nghiệp
Trong thời gian ở Hàn Quốc, anh đã được chiêu mộ bởi công ty giải trí hàng đầu JYP Entertainment và trải qua quá trình training để ra mắt cùng Got7. Tuy nhiên, anh đã không thể debut vì thiếu sót một số kĩ năng và chiều cao quá chênh lệch.
Ngày 1 tháng 10 năm 2015, công ty giải trí Starhaus đã thành lập nhóm nhạc dự án One O One, với đĩa đơn mang tên "Love You". Các thành viên cùng nhóm bao gồm Kwak Si Yang, Song Won Suk và Kwon Do Kyun.
Cùng năm đó, anh cũng có vai diễn đầu tay trong bộ phim Splash Splash Love và trở thành thành viên trong chương trình truyền hình âm nhạc thực tế Always Cantare. Anh bắt đầu được biết đến nhiều hơn khi tham gia đóng chính trong Queen of the Ring, My Father is Strange, Vẫn mãi tuổi 17 và Top Management. Năm 2019, anh cùng Park Bo-young trở thành cặp đôi màn ảnh trong bộ phim viễn tưởng lãng mạn Viên đá bí ẩn. Đầu năm 2020, anh đã cho thấy sự thể hiện cực kỳ cuốn hút của mình với vai diễn một bác sĩ trẻ tài năng nhưng luôn mạnh mẽ và chính trực vì trải qua những biến cố gia đình từ nhỏ, ở series phim Người thầy y đức 2, đóng cặp với nữ diễn viên Lee Sung-kyung.

## Điện ảnh và truyền hình

### Phim
| Năm  | Tên phim         | Vai diễn   | Ghi chú    | Tham khảo |
| ---- | ---------------- | ---------- | ---------- | --------- |
| 2025 | Thợ săn quỷ Kpop | Jinu       | Lồng tiếng | [ 4 ]     |
| 2025 | Toàn trí độc giả | Kim Dok-ja |            | [ 5 ]     |

### Phim truyền hình
| Năm  | Tên phim                                | Kênh phát sóng | Vai diễn              | Ghi chú         | Tham khảo |
| ---- | --------------------------------------- | -------------- | --------------------- | --------------- | --------- |
| 2015 | Splash Splash Love                      | MBC            | Park Yeon / Che A-jik | Ra mắt, vai phụ | [ 6 ]     |
| 2016 | One More Happy Ending                   | MBC            | Ahn Jung-woo          | Vai phụ         | [ 7 ]     |
| 2016 | Happy Home                              | MBC            | Choi Chul-soo         | Vai phụ         | [ 8 ]     |
| 2016 | Entertainer                             | SBS            | Ji-noo                | Vai phụ         | [ 9 ]     |
| 2017 | Three Color Fantasy – Queen of the Ring | MBC            | Park Se-gun           | Vai chính       | [ 10 ]    |
| 2017 | My Father Is Strange                    | KBS2           | Park Chul-soo         | Vai phụ         | [ 11 ]    |
| 2018 | Vẫn mãi tuổi 17                         | SBS            | Yoo Chan              | Vai chính       | [ 12 ]    |
| 2019 | Viên đá bí ẩn                           | tvN            | Cha Min               | Vai chính       | [ 13 ]    |
| 2020 | Người thầy y đức 2                      | SBS            | Seo Woo Jin           | Vai chính       | [ 14 ]    |
| 2021 | Hong Cheon Gi                           | SBS            | Ha Ram                | Vai chính       | [ 15 ]    |
| 2022 | Hẹn hò chốn công sở                     | SBS            | Kang Tae-moo          | Vai chính       | [ 16 ]    |
| 2023 | Người thầy y đức 3                      | SBS            | Seo Woo Jin           | Vai chính       |           |

### Phim chiếu mạng
| Năm  | Tên phim          | Nền tảng    | Vai diễn                    | Ghi chú   | Tham khảo |
| ---- | ----------------- | ----------- | --------------------------- | --------- | --------- |
| 2018 | Top Management    | Youtube Red | Soo-yong                    | Vai chính | [ 17 ]    |
| 2023 | A Time Called You | Netflix     | Ku Yeon-Joon / Nam Shi-heon | Vai chính | [ 18 ]    |

### Chương trình thực tế
| Năm  | Tiêu đề                                   | Vai trò                        | Kênh    | Tham khảo |
| ---- | ----------------------------------------- | ------------------------------ | ------- | --------- |
| 2015 | Always Cantare – mùa 2                    | Thành viên                     | tvN     | [ 19 ]    |
| 2016 | Celebrity Bromance – Tập đặc biệt Chuseok | Thành viên (cùng Jackson Wang) | MBig TV | [ 20 ]    |
| 2018 | Running Man                               | Khách mời tập 424              | SBS     |           |

## Danh sách đĩa nhạc
| Năm  | Ca khúc               | Album              | Ghi chú              | Tham khảo |
| ---- | --------------------- | ------------------ | -------------------- | --------- |
| 2018 | "Get Myself With You" | S.O.U.L            | Một phần của S.O.U.L | [ 21 ]    |
| 2018 | "Gravity"             | S.O.U.L            | Một phần của S.O.U.L | [ 22 ]    |
| 2018 | "Sugar Cane"          | S.O.U.L            | Một phần của S.O.U.L | [ 22 ]    |
| 2018 | "Me In"               | S.O.U.L            | Một phần của S.O.U.L | [ 22 ]    |
| 2018 | "Spring"              | Top Management OST | Cùng với Z.Hera      | [ 23 ]    |

## Giải thưởng và đề cử
| Năm  | Giải thưởng                        | Thể loại                                                             | Đề cử                | Kết quả   | Tham khảo |
| ---- | ---------------------------------- | -------------------------------------------------------------------- | -------------------- | --------- | --------- |
| 2016 | MBC Drama Awards lần thứ 35        | Nam diễn viên mới xuất sắc nhất                                      | Happy Home           | Đề cử     |           |
| 2017 | Asia Artist Award lần thứ 2        | Giải tân binh                                                        | My Father is Strange | Đoạt giải | [ 24 ]    |
| 2018 | Soompi Awards                      | Giải diễn viên đột phá                                               | My Father is Strange | Đề cử     |           |
| 2018 | SBS Drama Awards lần thứ 26        | Nam diễn viên mới xuất sắc nhất                                      | Vẫn mãi tuổi 17      | Đoạt giải | [ 25 ]    |
| 2019 | 12th Korea Drama Awards            | Nam diễn viên mới xuất sắc nhất                                      | Viên đá bí ẩn        | Đề cử     |           |
| 2019 | Asia Artist Awards 2019 in Vietnam | Choice Award                                                         | Viên đá bí ẩn        | Đoạt giải |           |
| 2019 | Soompi Awards                      | Giải diễn viên đột phá                                               | Vẫn mãi tuổi 17      | Đề cử     |           |
| 2020 | SBS Drama Awards                   | Nam diễn viên chính xuất sắc nhất trong phim ít tập                  | Người thầy y đức 2   | Đoạt giải |           |
| 2020 | SBS Drama Awards                   | Cặp đôi đẹp nhất (với Lee Sung-kyung)                                | Người thầy y đức 2   | Đề cử     |           |
| 2020 | 56th Baeksang Arts Awards          | Nam diễn viên mới xuất sắc nhất                                      | Người thầy y đức 2   | Đoạt giải |           |
| 2020 | 56th Baeksang Arts Awards          | Nam diễn viên được yêu thích nhất                                    | Người thầy y đức 2   | Đề cử     |           |
| 2021 | APAN Star Awards                   | Nam diễn viên mới xuất sắc nhất                                      | Người thầy y đức 2   | Đề cử     |           |
| 2021 | SBS Drama Awards                   | Cặp đôi đẹp nhất (với Kim Yoo-jung)                                  | Hong Cheon Gi        | Đoạt giải |           |
| 2021 | SBS Drama Awards                   | Nam diễn viên xuất sắc (Fantasy drama)                               | Hong Cheon Gi        | Đoạt giải |           |
| 2022 | SBS Drama Awards                   | Cặp đôi đẹp nhất (với Kim Se-jeong)                                  | Hẹn hò chốn công sở  | Đoạt giải |           |
| 2022 | SBS Drama Awards                   | Nam diễn viên chính xuất sắc nhất thể loại hài/lãng mạn miniseries   | Hẹn hò chốn công sở  | Đoạt giải |           |
| 2023 | Asia Artist Awards                 | Hot Trend Award                                                      | —                    | Đoạt giải |           |
| 2023 | Asia Artist Awards                 | Nam diễn viên xuất sắc nhất                                          | —                    | Đoạt giải |           |
| 2023 | SBS Drama Awards                   | Nam diễn viên chính xuất sắc nhất hạng mục Phim truyền hình theo mùa | Người thầy y đức 3   | Đoạt giải |           |
| 2024 | First Brand Awards                 | Nam diễn viên xuất sắc nhất – Việt Nam                               | Người thầy y đức 3   | Đoạt giải |           |

## Liên kết
- Ahn Hyo-seop trên HanCinema
- Ahn Hyo-seop trên IMDb